# Stamboom van het Huis Reuss
Het Huis Reuss is een Duits graven- en later vorstengeslacht, dat regeerde over een aantal staatjes in Thüringen.
Voor de twee niet-regerende takken zie: Reuss-Selbitz en Reuss-Köstritz.

## Stamboom Reuss oudere linie (1564-1918)
Het gebied van de oudere linie Reuss-Untergreiz (1564-1768, tussen 1583 en 1596 onderverdeeld in Untergreiz I en Untergreiz II) werd verdeeld in Reuss-Obergreiz (vanaf 1625), Reuss-Burgk (1596-1640 en 1668-1697), Reuss-Rothenthal (1668-1698) en Reuss-Dölau (1616-1643 en 1694-1698). In 1673 werden deze heerlijkheden tot graafschappen verheven. In 1768 werd het land verenigd tot het graafschap Reuss oudere linie. In 1778 werd graaf Hendrik XI (1722-1800) in de rijksvorstenstand verheven. Het vorstendom Reuss oudere linie bleef bestaan tot 1918. Deze tak is in 1927 uitgestorven met de dood van Hendrik XXIV (1902-1918).
```
                               Hendrik XIV de Jongere
                               *1464
                               1502 hr Greiz
                               d 1535
 _________________________________________|__________________

Hendrik XV
            
Hendrik XVI
               
Hendrik XVII

de Oudere             de Middelste              de Jongere
*1506                 *1525                     *1530
1535 Greiz            1535 Greiz                1535 Greiz
1564 Untergreiz       1564 Obergreiz            1564 Gera
d 1572                d 1578                    d 1572
                          |                        |
                      stamvader Reuss           stamvader Reuss
                      middelste linie           jongste linie
____|_____________________________________________________ 

Hendrik II
            
Hendrik III
               
Hendrik V
 
*1543                 *1546                     *1549
1572 Untergreiz       1572 Untergreiz           1572 Untergreiz
1583 ½ Untergreiz     d 1582                    1583 ½Untergreiz  
1596 Burgk                                      1596 Untergreiz
d 1608                                          d 1604
___|________________________________ ____________|____________ 

Hendrik II
  
Hendrik III
  
Hendrik IV
  
Hendrik IV
      
Hendrik V

*1575       *1578        *1580       *1597           *1602
1608 Burgk  1608 Burgk   1608 Burgk  1604 Untergreiz 1604 Untergreiz
d 1639      d 1616       1616 Dölau  1616 erft       1616 erft
                         d 1636      Obergreiz       Obergreiz
                                     1625 Obergreiz  1625 Untergreiz
                                     d 1629          1643 ook Burgk
                           ______________|           d 1667
____|_______         ______|___  _______________________|_________

Hendrik III
          
Hendrik I
   
Hendrik II
  
Hendrik IV
  
Hendrik V

*1616                *1627       *1634       *1638       *1645
1639 Burgk           1629 Ogreiz 1667 Ugreiz 1667 Ugreiz 1667 Ugreiz
d 1640               1643 ook    1668 Burgk  1668 Ugreiz 1668 Rothen
                     Dölau       1673 Graaf  1673 Graaf  thal
                     1673 Graaf  d 1697      d 1675      1673 Graaf
                     d 1681                              d 1698
_________________________|__________    ________|__________________

Hendrik VI
  
Hendrik XV
  
Hendrik XVI
     
Hendrik XIII
    
Hendrik XIV

*1649       *1676       *1678           *1672           *1674
1681 Ogreiz 1681 Ogreiz 1681 Ogreiz     1675 Ugreiz     1675 Ugreiz
d 1697      d 1690      1694 Dölau      1697 ook Burgk  d 1682
                        d 1698          1698 ook
                                        Rothenthal
                                        d 1733 
_____|______________________            ____|_______

Hendrik I
       
Hendrik II
              
Hendrik III

*1693           *1696                   *1701
1697 Obergreiz  1697 Obergreiz          1733 Untergreiz
1698 ook Dölau  1698 ook Dölau          d 1768
d 1714          d 1722
______________________|___

Hendrik IX
      
Hendrik XI

* 1718          * 1722
1722 Obergreiz  1723 Obergreiz
d 1723          1768 ook Untergreiz
                1768 graaf Reuss O.L.
                1778 vorst Reuss O.L.
                d 1800
                ________|____
                
Hendrik XIII

                *1747
                1800 vorst Reuss O.L.
                d 1817
      ___________________|___________________________
      
Hendrik XIX
                         
Hendrik XX

      *1790                               *1794
      1817 vorst Reuss O.L.               1836 vorst Reuss O.L.
      d 1836                              d 1859
                                          _______|____
                                          
Hendrik XXII

                                          *1846
                                          1859 vorst Reuss O.L.
                                          d 1902
                                          _______|_____
                                          
Hendrik XXIV

                                          *1878
                                          1902 vorst Reuss O.L.
                                          onder regentschap ivm
                                          onbekwaamheid tot regeren
                                          1918 afgetreden
                                          d 1927

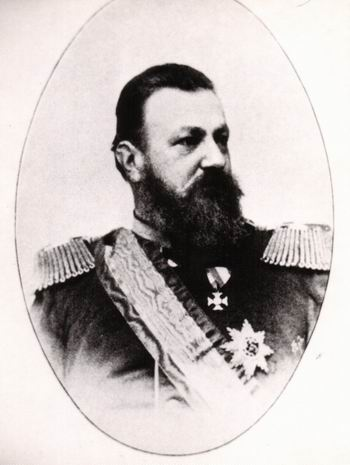
Hendrik XXII van Reuss oudere linie

```

## stamboomReuss middelste linie(1564-1616)
```
          
Hendrik XVI de Middelste
 
          *1525
          1535 Greiz
          1564 Obergreiz
          d 1578
_______________|_____________________

Hendrik XVIII
            
Hendrik XIX

*1561                    *1563
1578 Obergreiz           1578 Obergreiz
1597 Obergreiz           1597 Schleiz
d 1607                   1607 ook Obergreiz
                         d 1616
```

## stamboom Reuss jongere linie (1564-1918)
Het gebied van de jongere linie Reuss-Gera (1564-1802), werd opgedeeld in Reuss-Schleiz (vanaf 1647), Reuss-Saalburg (1647-1666), Reuss-Lobenstein (1647-1824), Reuss-Hirschberg (1678-1711), Reuss-Ebersdorf (1678-1848). Verder kwamen voort de niet regerende takken Reuss-Selbitz (1718-1824, regeerde 1805-1824 in Lobenstein) en Reuss-Köstritz (vanaf 1693). Net als bij de oudere linie werden in 1673 ook deze heerlijkheden tot graafschappen verheven. In 1790 werd graaf Hendrik XXXV van Lobenstein (1782-1805) in de rijksvorstenstand verheven. In 1806 werd deze titel ook verleend aan graaf Hendrik XLII van Reuss-Schleiz (1752-1818), graaf Hendrik LI van Reuss-Ebersdorf (1779-1822) en graaf Hendrik LIV van Lobenstein uit de tak Reuss-Selbitz (1805-1824). Ook het hoofd van tak Reuss-Köstritz werd verheven tot rijksvorst, hoewel hij geen landsheerlijkheid bezat. Uiteindelijk werden in 1848 al deze gebieden verenigd tot het vorstendom Reuss jongere linie, dat tot 1918 bleef bestaan. De aanduiding jongere linie werd vanaf 1930 weggelaten aangezien de oudere linie in 1927 was uitgestorven. In 1945 stierf ook de voormalige jongere linie uit, toen Hendrik XLV, zoon van de laatste vorst Hendrik XXVII (1903-1918) in een Russisch krijgsgevangenenkamp omkwam. Wel had hij in 1935 Hendrik I uit de zijtak Reuss-Köstritz geadopteerd, die daarmee de rechtstreekse erfgenaam werd.
```
                           
Hendrik XVII de Jongere
 
                           *1530
                           1535 Greiz
                           1564 Gera
                           d 1572
                           _______|_________
                           
Hendrik Posthumus

                           *1572
                           1572 Gera
                           1596 ook Saalburg
                           1616 ook Schleiz
                           d 1635
_______________________________|____________________________

Hendrik II
        
Hendrik III
     
Hendrik IX
      
Hendrik X

*1602             *1603           *1616           *1621
1635 Schleiz      1635 Schleiz    1635 Schleiz    1635 Schleiz
+ Saalburg        + Saalburg      + Saalburg      + Saalburg 
1647 Gera         d 1640          1647 Schleiz    1647 Lobenstein
1666 ook Saal-                    d 1666          d 1671
burg
d 1670
____|______       ____|_____       _________________|___________

Hendrik IV
        
Hendrik I
         
Hendrik
    
Hendrik
    
Hendrik

*1650             *1639             
III
        
VIII
       
X

1670 Gera         1640 Schleiz      *1648      *1652      *1662
1673 Graaf        1647 Saalburg     1671 Lo-   1671 Lo-   1671 Lo-
d 1686            1666 Schleiz      benstein   benstein   benstein
                  1673 Graaf        1673 Graaf 1673 Graaf 1673 Graaf
                  d 1692            1678 Lo-   1678 Hirsch 1678 
                                    benstein   berg       Ebersdorf
                                    d 1710     d 1711     d 1711
__|______________ ______|__________   __|________________ ___|____

Hendrik
  
Hendrik
  
Hendrik
  
Hendrik
    
Hendrik
    
Hendrik
  
Hendrik

XVIII
    
XXV
      
XI
       
XXIV
       
XV
         
XXVI
     
XXIX

*1677    *1681    *1669    *1681      *1674      *1681    *1699 
1686     1735     1692     (1693 Kös- 1710       (1718    1711
Gera     Gera     Schleiz  tritz)     Lobenstein 
Selbitz
) Ebersdorf
d 1735   d 1748   d 1726   d 1748     1712 ook   d 1730   1712 ook ½
                              |       ½ Hirschberg        Hirschberg
                           Stamvader  d 1739              d 1747
                           tak 
Kös-

                           
tritz

____|______ _|______________________   ____|_____ ___|___ ___|____

Hendrik XXX
  
Hendrik I
    
Hendrik XII
  
Hendrik II
 
Hendrik
 
Hendrik

*1727        *1695        *1716        *1702      
XXV
     
XXIV

1748 Gera    1726 Schleiz 1744 Schleiz 1739 Loben *1724   *1724 
d 1802       d 1744       d 1784       stein      d 1801  1747 Ebers
                                       d 1782             dorf
                                                          d 1779
                     _________|___ _______|_____ ___|____ ____|_____
                     
Hendrik XLII
  
Hendrik XXXV
  
Hendrik
  
Hendrik LI

                     *1752         *1738         
LIV
      *1761
                     1784 Schleiz  1782 Loben-   1805 Lo- 1779 Ebers
                     1802 ook Gera stein         benstein  dorf
                     1806 vorst    1790 vorst    1806 vorst 1802 ook
                     Reuss-Schleiz Reuss-Loben-  Reuss-Lo-  Gera
                     d 1818        stein         benstein-  1806 vorst
                                   1802 ook Gera Selbitz    Reuss-
                                   d 1805        d 1824     Ebersdorf
                                                            d 1822
          ______________|_____________________         ______|______
          
Hendrik LXII
           
Hendrik LXVII
         
Hendrik LXXII

          *1785                  *1789                 *1797
          1818 Reuss-Schleiz     1854 vorst Reuss J.L. 1822 Reuss-Ebersdorf
          1848 ook Reuss-Ebers   d 1867                1824 ook Lobenstein
          dorf, wordt Reuss J.L.                       1848 afgetreden
          d 1854                                       d 1853
                                 _____|_____
                                 
Hendrik XIV

                                 *1832
                                 1867 vorst Reuss J.L.
                                 1902 ook regent Reuss A.L.
                                 1908 afgetreden als regent Reuss A.L.
                                 d 1913
                                 ______|______
                                 
Hendrik XXVII

                                 *1858
                                 1908 regent Reuss A.L.
                                 1913 ook vorst Reuss J.L.
                                 1918 afgetreden
                                 d 1928
                                ______|______
                                 
Hendrik XLV

                                 *1895
                                 erfprins Reuss A.L. en Reuss J.L. (vanaf 1930 Reuss)
                                 vermist 1945
                                 in 1962 formeel dood verklaard vanaf 31-12-1953
```